# هیروشی کاتو
هیروشی کاتو (انگلیسی: Hiroshi Kato؛ زادهٔ ۲۹ ژانویهٔ ۱۹۵۱) بازیکن فوتبال اهل ژاپن است.